# Cedar Breaks Visitor Center
Le Cedar Breaks Visitor Center est un office de tourisme américain situé dans le comté d'Iron, dans l'Utah. Protégé au sein du Cedar Breaks National Monument, ce bâtiment construit en 1937 dans le style rustique du National Park Service est inscrit au Registre national des lieux historiques depuis le 4 août 1983.